# スカイ・ダイビング
スカイ・ダイビング（Sky Diving、または、Sky-Diving）とは、ショートドリンクに分類される、ラム酒をベース（基酒）としたカクテルである。

## 概要
スカイ・ダイビングは、1967年10月に開催された全日本バーテンダー協会（ANBA）カクテル・コンペティションの優勝作品である。この1967年頃というのは、日本でスカイダイビングが流行した頃としても知られる。
このカクテルの創作者は、渡辺義之。受賞当時、渡辺は大阪にいたバーテンダーであった。
このカクテルの色は「澄んだ青空」などと評されることもある。
セイコー・プレザージュカクテルタイムはカクテルをイメージした腕時計を商品展開しているが、「スカイ・ダイビング」モデルも発売されている。

## レシピの例
- ホワイト・ラム ： ブルー・キュラソー ： ライム・ジュース（コーディアル） ＝ 3：2：1

### 作り方
1. 上記材料をシェークする。
2. カクテル・グラス（容量75〜90ml程度）に注ぐ。

### 備考
- ライム・ジュースは、カクテルを作る時に生のライムを絞ったものではなく、通常、甘味の付けられたタイプ（コーディアル）が指定される[3][5][6][7][10][11][12]。
- ホワイト・ラムの銘柄には、バカルディ・ラムが指定される場合もある[7][9]。

## バリエーション
スカイ・ブルー (Sky Blue)
スカイ・ダイビングのホワイト・ラムを、焼酎に置き換えたもの。したがって、こちらは焼酎ベースのカクテルである。ジャパン・バーテンダー・アソシエイション第10回全国技能競技大会（1983年）創作部門優勝作品。田中幹男が考案。